# Konstantinos Mitsotakis

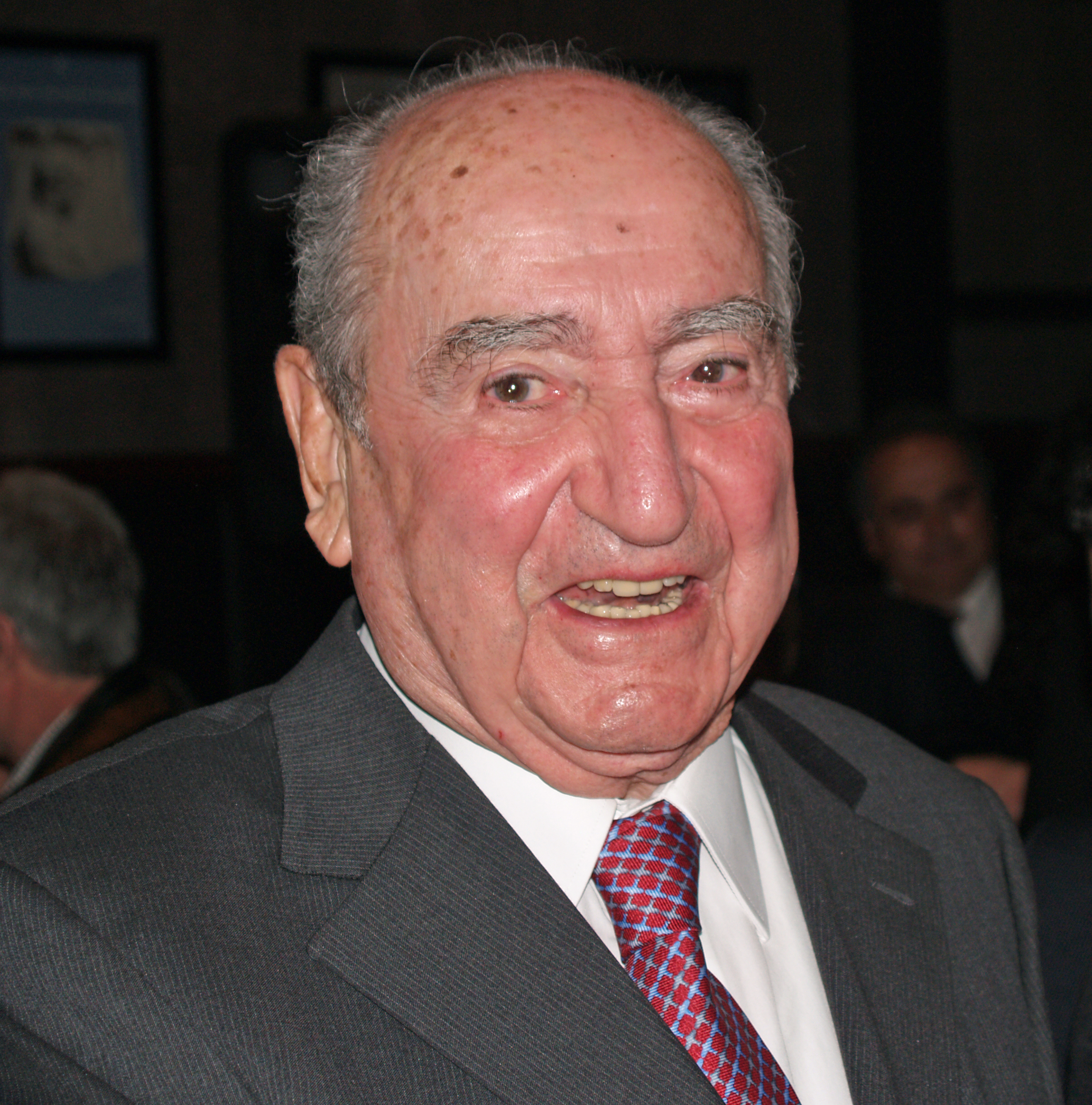
Konstantinos Mitsotakis (2008)

Konstantinos Mitsotakis (griechisch Κωνσταντίνος Μητσοτάκης, * 18. Oktober 1918 in Chania, Kreta; † 29. Mai 2017 in Athen) war ein griechischer Politiker. Er war von April 1990 bis Oktober 1993 griechischer Ministerpräsident.

## Leben
Aus einer politisch sehr aktiven Familie stammend (Eleftherios Venizelos war sein Großonkel, sein Vater und beide Großväter waren Abgeordnete), nahm er am kretischen Widerstandskampf gegen die deutsche Besatzung der Insel Kreta teil.
Er studierte an der Universität Athen Recht und Wirtschaft und wurde erstmals bereits 1946 und dann bis 1981 weitere zehn Mal als Abgeordneter des Wahlkreises Chania ins Parlament gewählt. Von seiner familiären Herkunft her liberal, gehörte er in den sechziger Jahren zunächst der Zentrumsunion von Georgios Papandreou an, bis er 1965 als Anführer einer Gruppe von „Abtrünnigen“ (griechisch αποστάτες) den Sturz der Regierung Papandreou einleitete, der er selbst als Wirtschaftsminister angehört hatte.
Von der Militärjunta wurde er nach deren Staatsstreich am 21. April 1967 verhaftet, konnte aber fliehen und lebte bis 1974 in der Türkei 
im Exil. Nachdem er 1974 zunächst als Unabhängiger erfolglos kandidiert hatte, gelang ihm bei der Parlamentswahl am 20. November 1977 der Wiedereinzug ins Parlament als Abgeordneter der kleinen Partei „Neue Liberale“. Im Jahre 1978 schloss er sich der von Konstantinos Karamanlis gegründeten Nea Dimokratia an. Vom 10. Mai 1978 bis zum 10. Mai 1980 war er Minister für Wirtschaftliche Koordination im Kabinett Karamanlis VII und anschließend bis zum 21. Oktober 1981 Außenminister im Kabinett Georgios Rallis.
1984 wurde er zum Vorsitzenden der Nea Dimokratia gewählt. Neben seinem sozialistischen Erzrivalen Andreas Papandreou, dem Sohn von Georgios Papandreou, dominierte er in den achtziger und neunziger Jahren die griechische Politik. Als Parteiführer der konservativen Nea Dimokratia konnte er in seiner kretischen Heimat keiner Mehrheit mehr gewiss sein; er kandidierte deshalb ab 1985 in Thessaloniki und Athen.
Nachdem seine Partei aus den dritten Parlamentswahlen innerhalb von nur einem Jahr als Sieger hervorgegangen war, wurde er 1990 mit einer Mehrheit von einer Stimme zum Ministerpräsidenten gewählt. Seine Regierung beschnitt die öffentlichen Ausgaben, privatisierte staatliche Unternehmen und leitete eine Reform des Öffentlichen Dienstes ein. Er besuchte im Juni 1990 als erster griechischer Regierungschef seit 1964 die USA und verbesserte die unter Papandreou schlechten Beziehungen zu den USA. 1991 besuchte US-Präsident George H. W. Bush Griechenland.
Bei der Parlamentswahl 1993 verlor die Nea Dimokratia die parlamentarische Mehrheit wieder an Papandreous PASOK. Mitsotakis trat als Vorsitzender der Nea Dimokratia zurück, blieb aber deren Ehrenvorsitzender. 2004 zog er sich aus der aktiven Politik zurück.
Seine Tochter, Dora Bakogianni, war von 2006 bis 2009 Außenministerin (Kabinette Kostas Karamanlis I und II). Sein Sohn Kyriakos Mitsotakis ist Parlamentsabgeordneter, Vorsitzender der Nea Dimokratia und seit Juli 2019 griechischer Ministerpräsident (Kabinett Kyriakos Mitsotakis).
In Griechenland galt Mitsotakis als notorischer „Pechvogel“; in Witzen und satirischen Anekdoten wird er mit verschiedenartigsten Unglücksfällen in Verbindung gebracht.
Mitsotakis starb im Mai 2017 im Alter von 98 Jahren in Athen.

## Ehrungen
- Robert-Schuman-Medaille (1986)